# Palaeothrissum
 (novembre 2020).
Genre
Palaeothrissum est un genre éteint de poissons osseux. Désormais aucune espèce ne le représente.

## Systématique
Le genre Palaeothrissum a été créé en 1818 par le zoologiste français Henri-Marie Ducrotay de Blainville (1777-1850).